# Cantonul Le Marin
Cantonul Le Marin este un canton din arondismentul Le Marin, Martinica, Franța.

## Comune
| Comune   | Populație (1999) | Cod poștal | Cod INSEE |
| -------- | ---------------- | ---------- | --------- |
| Le Marin | 8.828            | 97290      | 97217     |